# Boholdoya thoracica
Boholdoya thoracica  (лат.) — ископаемый вид двукрылых насекомых рода Boholdoya из семейства Boholdoyidae. Обнаружен в меловых отложениях России (Турга, Забайкалье, Россия, аптский ярус, около 125 млн лет).

## Описание
Мелкие двукрылые насекомые. Длина тела 2,1 мм, длина крыла — 2,0 мм. Тело компактное, ноги стройные. Голова шаровидная, крупная. Глаза крупнофасеточные, большие, отделены друг от друга. Переднегрудь слабо развита. Усики короткие (11-члениковые, но последний сегмент рудиментарный), крылья длинные, примерно в 2,4 раза больше своей ширины. Жужжальца с длинным стебельком. Средние ноги короче передних и задних. Жилка RS трёхветвистая. Почти все сегменты брюшка (со 2-го по 7-й) одинаковые по длине.
Название вымершего рода Boholdoya происходит от бурятского слова бохолдой, означающего призрак или странствующую душу умершего.
Вид Boholdoya thoracica был впервые описан по отпечатку самца в 1990 году советским палеоэнтомологом Владимиром Григорьевичем Ковалёвым (1942—1987; ПИН АН СССР, Москва) вместе с таксонами Antefungivora zherichini, Bryanka antis, Mesopleciella lepida, Catotricha mesozoica, Lycoriomimodes atropos, Megarhyphus rectinervis и другими новыми ископаемыми видами. Вместе с сестринскими таксонами (Boholdoya alata Kovalev 1985, Daiamyia discifera Kovalev 1990) образует вымершее семейство †Boholdoyidae, близкое к современным таксонам Ptychopteridae и Tanyderidae.